# Mycetophila victoriaensis
Mycetophila victoriaensis är en tvåvingeart som beskrevs av Duret 1983. Mycetophila victoriaensis ingår i släktet Mycetophila och familjen svampmyggor. Inga underarter finns listade i Catalogue of Life.